# Stonyx melia
Stonyx melia är en tvåvingeart som beskrevs av Samuel Wendell Williston  1901. Stonyx melia ingår i släktet Stonyx och familjen svävflugor. Inga underarter finns listade i Catalogue of Life.